# 哈斯塔

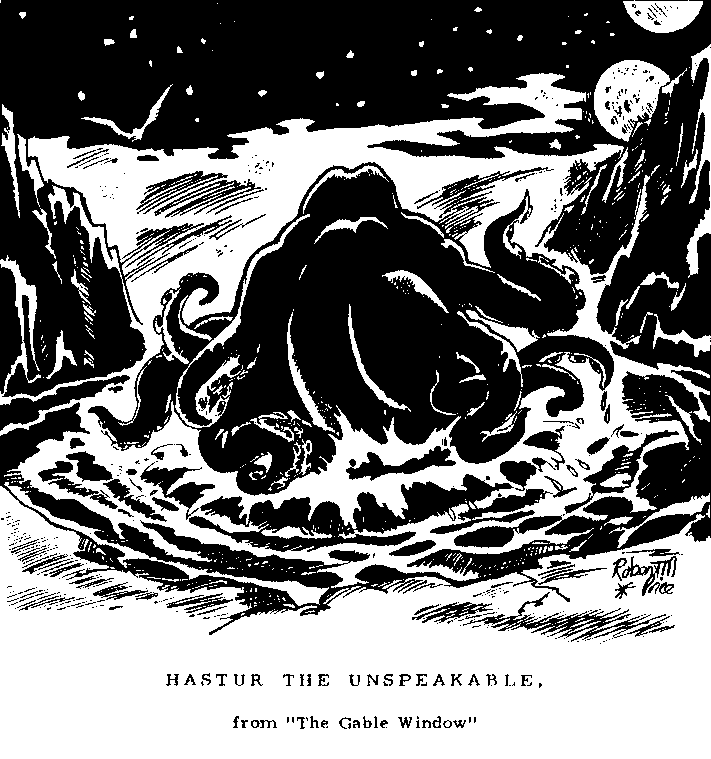
無可名狀的哈斯塔，作者羅伯特·麥克奈爾·普萊斯（1982）

哈斯塔（英語：Hastur）是美国小说家羅伯特·錢伯斯所创造的的一个存在。他並不是霍華德·菲利普斯·洛夫克拉夫特首創的角色，曾先後在安布羅斯·比爾斯的小說《牧羊人海塔》（Haïta the Shepherd）和霍華德·菲利普斯·洛夫克拉夫特的小說中出現。在閱讀了羅斯的著作後，洛夫克拉夫特深感著迷，於是將此角色納入克蘇魯神話的體系之中。
哈斯塔的别名又叫「无以名状者」（the Unspeakable）、「黃衣之王」（The King in Yellow ）、「遙遠的歡宴者」（The Feaster from Afar）或「深空星海之主」（The Lord of Interstellar Spaces），在奥古斯特·威廉·德雷斯為克苏鲁神话构建的体系中，哈斯塔是旧日支配者之一，象征风的存在，是象征水的存在的克苏鲁的死敌。他主要以“黃衣之王”和“遙遠的歡宴者”的形象現身，前者為身穿黃衣、面戴柔軟面具的人形，後者為滿身皺紋，生有利爪和觸手的黑色飛行個體。
哈斯塔的本体被旧神禁闭在昴宿星团中的恒星昴宿增九的行星上、古代都市卡尔克萨的废墟附近的哈利湖中。
伊塔库亚、罗伊格尔、札尔及拜亚基都是哈斯塔的眷族。

## 外部連結
- the Shepherd
- LibriVox中的公有领域有声书《Can Such Things Be?》
- LibriVox中的公有领域有声书《The King in Yellow》